# Daniel Koch
Daniel Koch (Biel/Bienne, 13 april 1955) is een Zwitsers arts. Van 2008 tot 2020 stond hij aan het hoofd van de afdeling Besmettelijke Ziekten van de Federale Dienst voor Volksgezondheid. In deze functie is hij een belangrijk adviseur van de Bondsraad tijdens de coronacrisis in Zwitserland in 2020.

## Biografie

### Afkomst en opleiding
Koch werd geboren in een familie van artsen. Hij groeide op in Visp en Brig, in het kanton Wallis. Hij studeerde geneeskunde aan de Universiteit van Bern en werkte nadien enkele jaren als assistent-gynaecoloog in Wallis.

### Rode Kruis
Van 1988 tot 2002 was hij vervolgens in dienst voor het Internationaal Comité van het Rode Kruis. In deze hoedanigheid was hij werkzaam in conflictgebieden in Sierra Leone (Sierra Leoonse Burgeroorlog), Oeganda, Zuid-Afrika en Peru. Vanaf 1997 zou hij werken op de hoofdzetel van het Comité in Genève.

### Federale Dienst voor Volksgezondheid
In de periode 1996-97 behaalde Koch een master in de volksgezondheid aan de Johns Hopkins-universiteit in Baltimore, in de Verenigde Staten. In 2002 ging hij aan de slag bij de Zwitserse federale overheid, en meer bepaald bij de Federale Dienst voor Volksgezondheid. In de periode 2002-2003 maakte hij deel uit van de werkgroep tegen de epidemie van het SARS-coronavirus en later ook tegen het virus H5N1. Tot 2006 was hij hoofd van de afdeling Vaccinaties. Vervolgens was hij tot 2008 hoofd van de afdeling Pandemievoorbereiding. Sinds 2008 leidt hij de afdeling Besmettelijke Ziekten.
Daniel Koch werd in Zwitserland bekend bij het bredere publiek naar aanleiding van de coronacrisis in Zwitserland in het voorjaar van 2020. Hij was adviseur van de Bondsraad en stond samen met de Bondsraad de pers te woord bij de persconferenties aangaande de maatregelen tegen het coronavirus SARS-CoV-2. Hoewel hij per 30 april 2020 met pensioen zou gaan, zou hij gezien zijn functie in de crisis in overheidsdienst blijven tot het einde van de pandemie. Uiteindelijk ging hij eind mei 2020 met pensioen. Dat vierde hij enkele dagen later door in kostuum in Bern in de Aare te springen.
Koch is woonachtig in Wohlen bei Bern.